# 義寧郡
义宁郡，中国南北朝隋唐时设置的郡。
- 南齐设立义宁郡，属于宁蛮府。下辖筑县、义宁县、汎阳县、武当县、南阳县。
- 北魏建义元年（528年）置义宁郡，治所在沁源县孤远城（今山西沁源县），属晋州。辖境约当今山西省安泽县北沁河流域地区，沁源、安泽、古县等县地。北齐、北周不改，隋文帝开皇三年（583年）废义宁郡，义宁元年（617年）复置义宁郡，唐高祖武德元年（618年）改为沁州。[1][2]
- 唐玄宗天宝元年（742年），改冈州置义宁郡，治所在新会县（今广东江门市新会区）。下辖新会县、义宁县（今广东开平市龙胜镇）。辖境相当今广东省江门市、开平市、台山市等市。唐肃宗乾元元年（758年）改义宁郡置冈州。